# Ядерный титбит
«Ядерный титбит» — компьютерная игра в жанре квеста. Первая игра, выпущенная компанией «Бука» под маркой «Бяка», специально созданной для такого рода игр. Идея и сценарий принадлежат Даниилу Шеповалову.

## Сюжет
Главный герой Антон отправляется в Санкт-Петербург развлечься, для этого он направляется в бар «Сумерки человечества». На следующий день он приходит в себя раздетым на скамейке во дворе дома. Пробуждение сопровождалось галлюцинациями, вызванными наркотиком «Ядерный Титбит». Отыскав свою одежду, Антон решает заняться поиском производителей «Ядерного Титбита», захлестнувшего город, с целью их остановить.

## Саундтрек
В игре звучат песни групп «Deadушки» (в саундтрек полностью вошел альбом 2001 года — PoR.no), «Мистер Малой» и «Пьянству Бойс».

## Разработка
Игра была разработана российской студией VZ.Lab, которая была основана в июне 2001 года в Санкт-Петербурге.
1 июня 2002 началась разработка игры, а её анонс состоялся на официальном сайте студии 19 июня 2002 года.
Изначально релиз игры был запланирован на осень 2002 года.
В конце сентября 2002 был запущен официальный сайт игры.
27 ноября 2002 года была подписана сделка с компанией «Бука» на публикацию игры, а 21 февраля 2003 Ядерный Титбит поступил в продажу.

## Рецензии и оценки
Игра получила смешанные отзывы критиков.
Издание AG.ru хвалило игру за «любовно выписанные двор и подъезд типичной девятиэтажки из спального района», логичные по мнению оформителя загадки, а также положительно оценило мини-игры. Алекс Глаголев из журнала «Страна игр» оценил игру на 5,5/10, отметив, что это «заслуживающий внимания квест, рассчитанный на пятнадцатилетних и снабжённый пометкой „18+“».

## Продолжение
В 2004 году была выпущена игра «Ядерный титбит: Flashback», которая представляла из себя сборник аркадных мини-игр.
В 2006 году вышел полноценный сиквел «Ядерный Титбит 2».